# 80 metri ostacoli
La gara degli 80 metri ostacoli era una specialità esclusivamente femminile dell'atletica leggera e fece parte del programma olimpico dal 1932 al 1968 (dalle Olimpiadi del 1972 fu sostituita dai 100 metri ostacoli).
È su questa distanza che Ondina Valla, ai Giochi olimpici di Berlino 1936, vinse la prima medaglia d'oro olimpica assegnata ad un'atleta italiana, stabilendo anche il record mondiale. Dal 1964 al 1970 gli 80 m ostacoli erano la terza specialità del pentathlon outdoor. 

## Caratteristiche
Gli ostacoli erano 8 per ogni concorrente, alti 76,2 cm, e le regole erano le stesse che si applicano oggi ai 100 m ostacoli.
Oggi la gara degli 80 metri ostacoli viene praticata nelle gare della categoria cadette (atlete tra i 14 e i 15 anni), ma anche nelle competizioni che vedono protagoniste atlete delle categorie master tra i 40 e i 65 anni (con un'altezza dell'ostacolo di 76,2 cm) e over 60 anni (con un'altezza di 68,6 cm).
Per quanto riguarda le categorie master maschili, corrono gli 80 metri ostacoli gli atleti tra i 70 e i 75 anni (con un'altezza di 76,2 cm) e gli atleti over 75 anni (con un'altezza di 68,6 cm).

## Record
|                 | Tempo | Atleta        | Luogo             | Data            |
| --------------- | ----- | ------------- | ----------------- | --------------- |
| Record olimpico | 10"3  | Maureen Caird | Città del Messico | 18 ottobre 1968 |

Legenda:
: record olimpico

## Medagliati ai Giochi olimpici
| Edizione               | Oro                 | Argento | Bronzo             |
| ---------------------- | ------------------- | --- | ------------------ |
| Los Angeles 1932       | Babe Didrikson      | Evelyne Hall | Marjorie Clark     |
| Berlino 1936           | Ondina Valla        | Anni Steuer | Betty Taylor       |
| Londra 1948            | Fanny Blankers-Koen | Maureen Gardner | Shirley Strickland |
| Helsinki 1952          | Shirley Strickland  | [[File: Flag of the Soviet Union (1936 – 1955).svg\|class=noviewer\| Unione Sovietica (bandiera)\|border\|20x16px]] Marija Golubničaja | Maria Sander       |
| Melbourne 1956         | Shirley Strickland  | Gisela Köhler | Norma Thrower      |
| Roma 1960              | Irina Press         | Carole Quinton | Gisela Köhler      |
| Tokyo 1964             | Karin Balzer        | Teresa Ciepły | Pam Kilborn        |
| Città del Messico 1968 | Maureen Caird       | Pam Kilborn | Chi Cheng          |